# Tomasz Łuczak
Tomasz Jan Łuczak (ur. 13 marca 1963 w Poznaniu) – polski matematyk, profesor nauk matematycznych, członek rzeczywisty Polskiej Akademii Nauk, specjalizuje się w zastosowaniach metod kombinatorycznych, probabilistycznych i algebraicznych w matematyce, informatyce, fizyce i biologii.
Pracuje jako profesor zwyczajny w Zakładzie Matematyki Dyskretnej na Wydziale Matematyki i Informatyki Uniwersytetu im. Adama Mickiewicza w Poznaniu oraz w amerykańskim Emory University. Posiada liczbę Erdosa równą 1. Swoje prace publikował m.in. w „Colloquium Mathematicum" oraz „Acta Arithmetica".

## Wykształcenie i stopnie oraz tytuł naukowy
1. 1984 – magister matematyki, Uniwersytet im. Adama Mickiewicza
2. 1987 – doktor nauk matematycznych, Uniwersytet im. Adama Mickiewicza
3. 1988 – magister fizyki, Uniwersytet im. Adama Mickiewicza
4. 1990 – doktor habilitowany nauk matematycznych, Uniwersytet im. Adama Mickiewicza
5. 1994 – profesor nauk matematycznych[6]

## Nagrody i odznaczenia
1. Nagroda im. Kazimierza Kuratowskiego przyznana przez Polskie Towarzystwo Naukowe i Instytut Matematyczny PAN (1991)
2. Nagroda EMS (1992)[7][6]
3. Nagroda Fundacji na rzecz Nauki Polskiej w dziedzinie nauk ścisłych (1997)
4. Wykład sekcyjny na Międzynarodowym Kongresie Matematyków (2006)[8]
5. Medal im. Stefana Banacha (2014)[9]